# Gjallica
Gjallica o Gjallica e Lumës es una montaña de piedra caliza de 2487 m sobre el nivel del mar y la cumbre más alta de la región del condado de Kukës, Albania. Se encuentra a 8 km al     sureste de la ciudad de Kukës, con una capa cubierta de nieve hasta junio cuando los inviernos son fríos y nevados. 
La montaña está dentro de los bosques mixtos de los Balcanes y Bosque mixto de los Alpes Dináricos, ecorregiones terrestres de los bosques templados latifoliados y bosques mixtos del Paleártico. Las laderas de la montaña están completamente cubiertas de bosques de coníferas. Tienen una espesa vegetación de pinos y hayas a gran altitud, pero una vegetación escasa al pie de la montaña debido a la planta ahora cerrada que emite gases nocivos para la vegetación cercana. Gjallica parece ser muy alta porque el valle de Black Drin a su oeste está a solo 250 m sobre el nivel del mar.
|  |  |  |